# Hagnicourt
Hagnicourt ist eine französische Gemeinde mit 68 Einwohnern (Stand: 1. Januar 2022) im Département Ardennes in der Region Grand Est (bis 2015 Champagne-Ardenne). Sie gehört zum Arrondissement Rethel, zum Kanton Signy-l’Abbaye sowie zum Gemeindeverband Crêtes Préardennaises.

## Geographie
Die Gemeinde Hagnicourt liegt 18 Kilometer nordöstlich von Rethel. Umgeben wird Hagnicourt von den Nachbargemeinden Raillicourt im Norden, Montigny-sur-Vence im Nordosten, Mazerny im Osten, Wignicourt im Süden, Vaux-Montreuil im Südwesten sowie Villers-le-Tourneur im Nordwesten.

## Bevölkerungsentwicklung
| Jahr                       | 1962 | 1968 | 1975 | 1982 | 1990 | 1999 | 2006 | 2011 | 2019 |
| -------------------------- | ---- | ---- | ---- | ---- | ---- | ---- | ---- | ---- | ---- |
| Einwohner                  | 85   | 82   | 69   | 72   | 59   | 64   | 59   | 74   | 73   |
| Quellen: Cassini und INSEE |      |      |      |      |      |      |      |      |      |

## Sehenswürdigkeiten
- Kirche Sainte-Claire, MH (1911)
- Château d’Harzillemont, MH (1987)

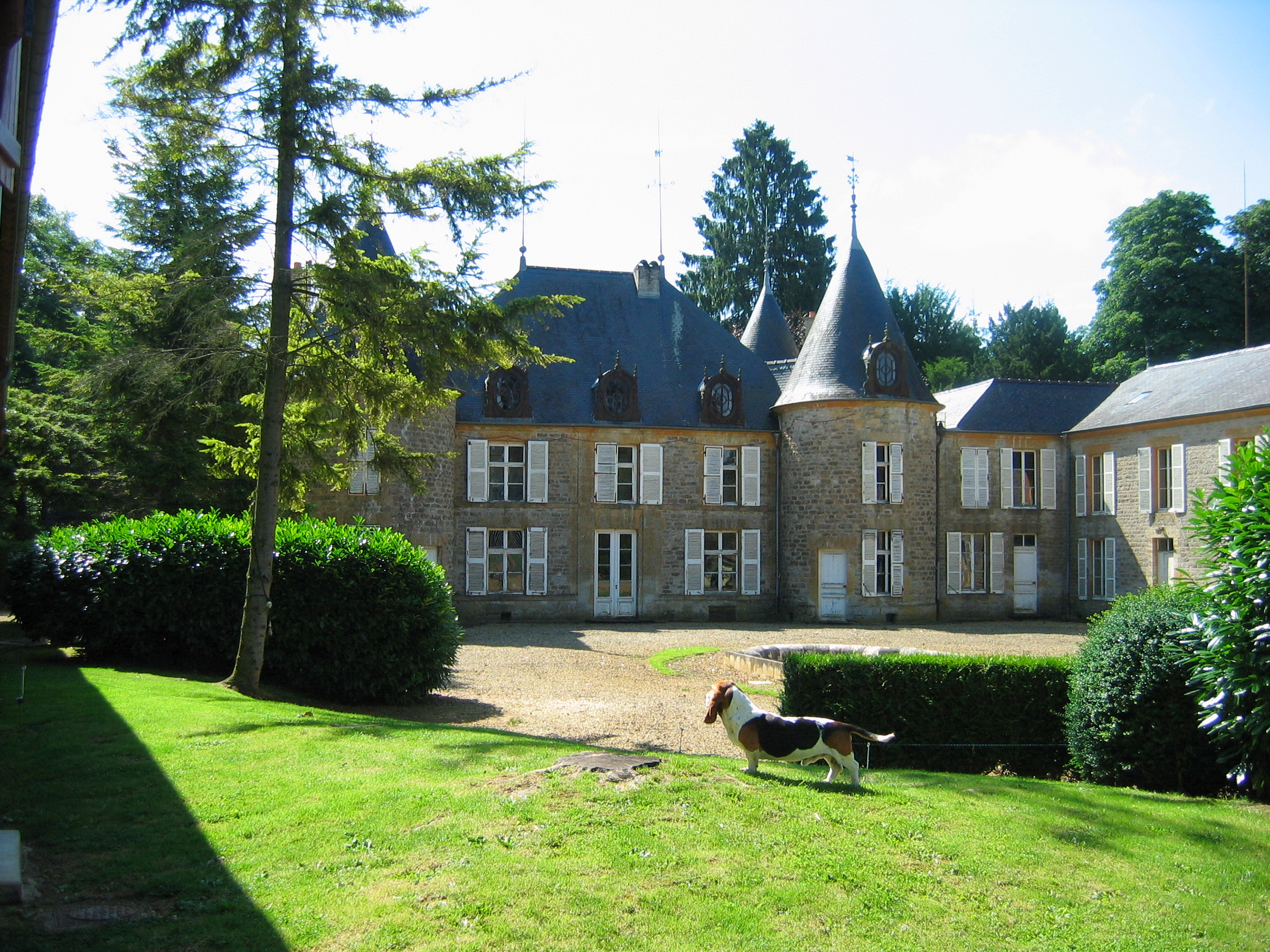
Château d’Harzillemont
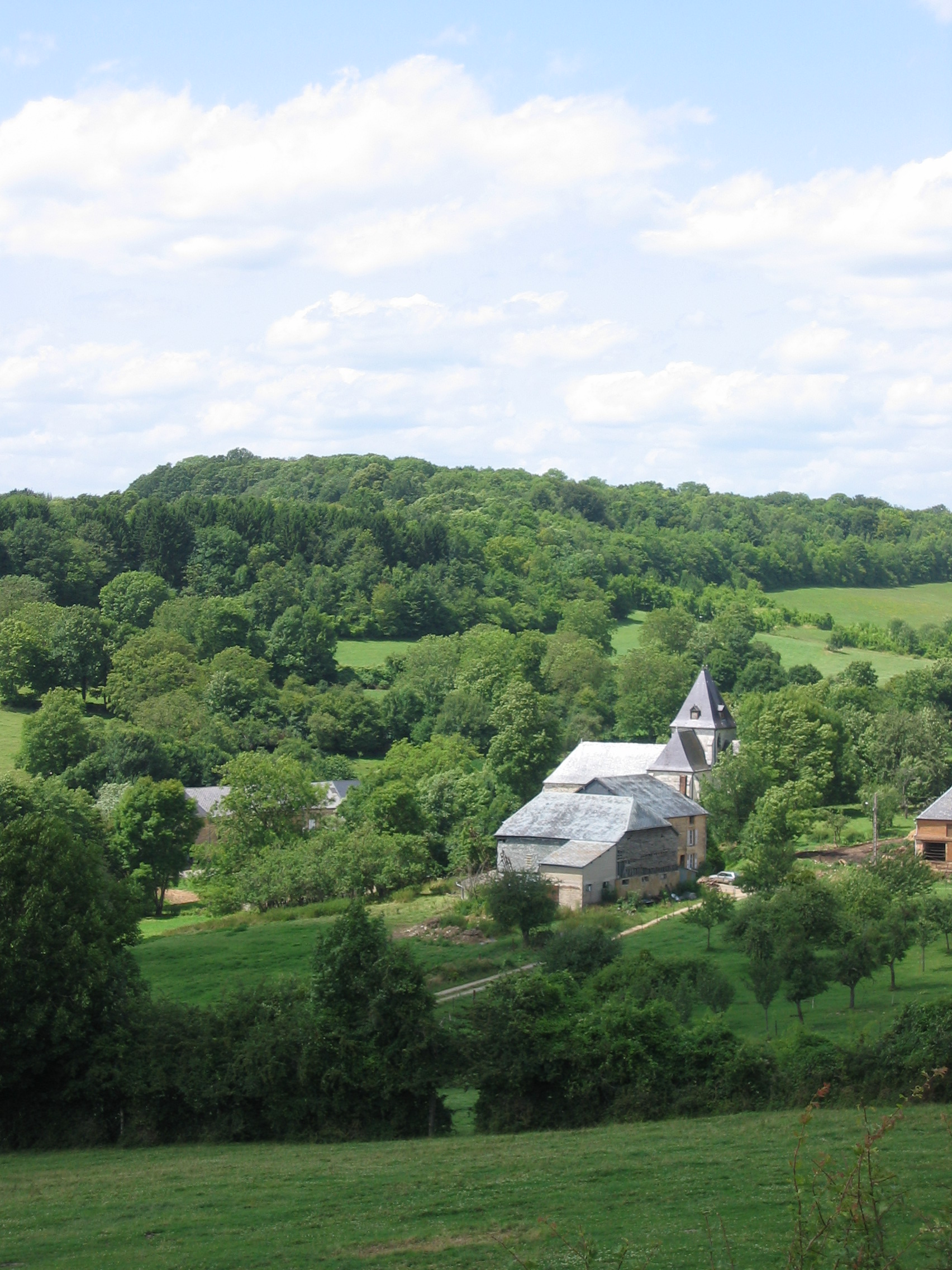
Kirche Sainte-Claire